# トランスフォーマー ユナイテッド
『トランスフォーマー ユナイテッド』（TRANSFORMERS UNITED）とは、タカラトミーが2010年12月末に発売を開始したトランスフォーマーの玩具シリーズ。

## 概要
『変形!ヘンケイ!トランスフォーマー』と同様に、G1、G2などに登場したキャラクターを現在の技術でリメイクしていくシリーズである。ハズブロが海外用ゲームソフト『Transformers War for Cybertron』の発売と共に海外で展開した、『Transformers Classics』の後継シリーズ『Transformers Generations』や『Transformers Reveal The Shield』の他、日本未発売だった商品や、『変形!ヘンケイ!』の商品にカラーリング変更を施した物などがラインナップされている。
海外版と比較して原作アニメ、ゲームなどに近い彩色に変更されている他、日本版『アニメイテッド』玩具の流れを汲んで、メタリック塗装の処理がどこかに追加されている商品が多い。また「Cジョイント」と呼ばれるジョイントにて武器などを装備できることも特徴の1つである。
2012年9月より後続シリーズである『トランスフォーマー ユナイテッドEX』の発売を開始した。これは日本未発売であった『Power Core Combiners』シリーズの日本版展開である。

## 世界観、設定など
世界観設定は、サイバトロン星で長きに渡って戦っていた、オートボットとディセプティコンが、戦いの舞台をサイバトロン星から地球に移したともので、キャラクターはG1やG2、海外のゲーム作品やコミック作品に登場したものも抜擢されており、ユナイテッド（結合）の名の元に、あらゆる作品の世界観を統合したラインナップで展開される。
キャラクターの設定はオリジナルを彷彿とさせるものが存在している一方で、名称は一部の例外を除き、『アニメイテッド』や実写版同様、全て海外名にて表記されている。また、一部キャラクターの肩書きは『アニメイテッド』から流用されている。

## キャラクター

### 一般リリース
UN-01 オートボット総司令官オプティマスプライム サイバトロンモード／Cybertronian Optimus Prime
サイバトロン星にいたころのオプティマスプライムの本来の姿。日本未発売のゲーム『Transformers War for Cybertron』での姿が元になっている。従来のコンボイのイメージを残しつつも、全体的に重厚感のあるスタイルが特徴。SFトラックに変形。スプリング式で展開するアサルトライフルがあり、手に持たせる以外にも、体の各部にあるジョイントに装着することが可能である。ユナイテッド版では赤い部分がメタリック仕様になっており、さらにラインが赤紫色に、胸の窓が黒くなっており、Generationsのものと比べると、ゲームのイメージに近い配色となっている。
UN-02 オートボット高速戦闘員バンブルビー サイバトロンモード／Cybertronian Bumblebee
サイバトロン星にいたころのバンブルビーの本来の姿。こちらも『Transformers War for Cybertron』での姿が元になっている。ボリュームのある上半身と、細めの下半身を持った特徴的な体格を持ったスタイルを持つ。ビークルモードはSFカー。両腕にブレードが収納されており、エナジーガンも背面に収納が可能となっている。ユナイテッド版では黄色い部分がメタリック仕様になっている。
なお、設定内に存在するエナジースティンガーという武器の名称は、『アニメイテッド』のバンブルビーの武器の名前に由来する。
UN-03 オートボット戦闘員クリフジャンパー サイバトロンモード／Cybertronian Cliffjumper
バンブルビー サイバトロンモードの仕様変更品。SFカーに変形。DS版『Transformers War for Cybertron』での姿が元になっている。これまではカラーリングの変更だけで済まされることも多かったが、今商品以降バンブルビーとの頭部の違いが再現されることが多くなった。赤色の部分がメタリック仕様になっている。
UN-04 ディセプティコン破壊大帝メガトロン サイバトロンモード／Cybertronian Megatron
サイバトロン星にいたころのメガトロンの本来の姿。自らの体に何度も改良、改造を施したことにより、現在の姿になったとされる。『Transformers War for Cybertron』での姿が元になっている。台形の頭部と、右腕に装備されたフュージョンカノン砲はG1メガトロンを強く意識しているが、スタイルは異なる。ビークルモードはSFタンクで、キャタピラを収納することでホバーモードという第三モードにも変形出来る。また、カノン砲は取り外し可能で、左腕にも装着できる。ユナイテッド版では成型色が白からダークグレーに変更され、赤い部分がメタリック仕様に変更されており、より悪役らしいカラーリングになっている。
UN-05 ディセプティコン音響工作員サウンドウェーブ サイバトロンモード／Cybertronian Soundwave
サウンドウェーブのリメイクで、SF装甲車に変形。『Transformers War for Cybertron』での姿が元になっている。変形モチーフは変わったものの、電池に良く似た形状をした振動ブラスターガン、エレクトリックランチャー、胸の収納スペース（カセットロンは収納不可）、ロボットモードのスタイルなど、G1の同名キャラの特徴を色濃く残している。メタリック塗装は頭や肩など多くの場所に施されているほか、ところどころに紫色の塗装が追加されている。
UN-06 オートボット総司令官オプティマスプライム／Optimus Prime
地球でのオプティマスプライム（コンボイ）の姿。G1を強く意識したデザインのスタイルを持ち、トレーラーキャブに変形。ロボットモードの背中のレバーを押すことで、腰を回転させるギミックを持つ。ユナイテッド版では、胸周りと腕がメタリックになっている他、カラーリングがアニメ版に近いものに変更されている。
国内での販売自体は『SONS OF CYBERTRON』にて既に行われていたが、この時は限定販売のクリア仕様であり、今回通常カラーでの国内販売がなされた。
UN-07 オートボット高速戦闘員バンブルビー／Bumblebee
地球でのバンブルビーの姿。プジョー・206に変形。Classicsおよび『変形!ヘンケイ!』のバンブルの仕様変更で、黄色い部分がメタリック仕様になっている。
UN-08 オートボット侍オートボットドリフト／Autobot Drift
元ディセプティコンの侍で、元々は残忍なディセプティコンだったが、正義に目覚め生まれ変わったとされる。IDWコミックスの『The Transformers: Drift』に登場したキャラクターが元になっている。車体側面に大きく描かれた「侍」の文字が特徴的な、オリジナルデザインのスポーツカーに変形する。武器として「天下無双」の文字が描かれた長い刀（コミックでの名称はGreat Sword）と、脇差しが付属し、それぞれ背中にマウントしたり、腰の鞘に収めることが可能となっている。ユナイテッド版は成型色の白や赤色の侍の文字やラインが濃くなっており、塗装箇所も増えている。
UN-09 ディセプティコン破壊大帝メガトロン／Megatron
地球でのメガトロンの姿。拳銃に変形。Classicsおよび『変形!ヘンケイ!』のメガトロンの仕様変更で、『変形!ヘンケイ!』のものよりカラーリングがG1のメガトロンに近くなっている。
UN-10 ディセプティコン指揮官ストラクサス／Straxus(Dark Mount)
メガトロンに匹敵する力を持つとされるディセプティコンで、マーベルコミックスのキャラクターが元になっている。ビークルモードは戦車。この他、旧コミックスでの変形形態だった移動砲台に似たバトルステーションモードという形態にも変形する。ビークルモードの主砲が変形したバトルピックが付属し、ロボットモードの背中に着けることが可能。また、ビークルモードのミサイルランチャーや機銃などにはCジョイントが使われており、他のCジョイントを取り付ける部分を持ったトランスフォーマーにも取り付け可能となっている。Generations版では腕や足のグレーと赤い部分が目立っていたが、ユナイテッド版ではそれらの部分も青くなっており、ミサイルランチャーや機銃も白くなっている（Generationsではグレーだった）。
なお、海外では商標の問題でストラクサスの名前が使えず、彼の要塞の名前である「ダークマウント」が使われていた。
UN-11 オートボット建築家オートボットグラップル／Solar Storm Grappel
グラップルのリメイクで、クレーン車に変形。G1同様Classics2．0および『変形!ヘンケイ!』インフェルノの仕様変更で、頭部と手が新造形になっており、ライフルガンが大型クレーンに変更されている他、パネルのモールドの形状や爪先など、細部も異なる。Reveal the Shield版はG1玩具基準のカラーリングで、頭部が黒かったが、ユナイテッド版ではアニメ基準の黄色に塗られている。
UN-12 オートボット将校オートボットジャズ／Special Ops Jazz
副官マイスターのリメイク。ポルシェ935ターボ風の車に変形。ロボット、ビークル共にG1の同名キャラを強く意識したデザインとなっている。C字ジョイントが着いたステレオスピーカーが付属しており、ハンドガンと合体させてソニックキャノンモードに出来る。ビークルモードのボンネットを前に倒すと、それに連動して頭部が出てくる、オートモーフ機構のような変形機構がある。ユナイテッド版ではReveal the Shield版と比べると、カラーリングがG1に近くなっており（これはこのシリーズに全般に言えることだが、塗装こぼしがある）、ボンネットにオートボットのエンブレムも追加されている他、未塗装だった車体後部のラインやライトも塗装されている。
UN-13 オートボット戦士オートボットトラックス／Turbo Tracks
G1のトラックスのリメイク。G1と同様にシボレーコルベットと、フライトモードに変形。ロボットモードのデザインや、ビークルモードのボンネットのファイヤーパターンは、G1の同名キャラを基準にしている。Cジョイント着きのミサイルとブラックビームガンが付属。ユナイテッド版ではファイヤーパターンがG1基準のデザインに変更され、青い部分が全てメタリック仕様になっている。また、ビークルモード時のルーフを上に上げることで、それに連動して頭部がせり出しながら肩幅が広がる、オートモーフ機構のような変形機構がある。
UN-14 ディセプティコン破壊兵ディセプティコンラグナッツ（ラグナット、海外アメリカ版名称／発音）／Lugnut
ディセプティコン最強の破壊兵で、サウンドウェーブ以上の忠誠心を持ってメガトロンに従っている。名前、デザイン、設定共に『アニメイテッド』に登場したラグナッツを強く意識しており、ビークルモードも『アニメイテッド』のラグナッツと同様爆撃機（ただし、デザインはB-17）に変形する。腕にはスプリング式で飛び出すパンチギミックがあり、背中にはアニメ版を意識してか、ミサイルランチャーが隠されている。Reveal the Shield版では海外で発売されたAtomic LUGNUTに似た色をしていたが、ユナイテッド版では胴体や頭がメタリック仕様の紫色になっており、アニメ版に近い色になっている。この他、主翼のマーキングも異なる。
UN-15 オートボット科学者パーセプター／Perceptor
G1のパーセプターのリメイク。G1とは異なり『アニメイテッド』のパーセプターに似た雪上車に変形するが、ロボットモードのスタイルやデザインはG1のパーセプターを強く意識している（ただし顕微鏡の向きはアニメと逆で右向き）。
UN-16 オートボット特務調査員オートボットブラー／Blurr
G1のブラーのリメイクで、ドリフトの仕様変更品。G1とは異なりオリジナルデザインのスポーツカーに変形。モチーフこそブラーだが、頭部のデザインはIDWコミックス版ブラーを意識したデザインとなっている。
UN-17 オートボット戦士オートボットカップ／Sergeant Kup
G1のチャーのリメイク。G1とは異なり地球のピックアップトラックに変形する。Generations版では深緑の成形色だった車体の部分が、メタリック塗装に変更されている。カバー裏のイメージ写真ではIDWのコミックスにて使用した、Cy-garを口に銜えているように画像加工している（実際の商品には付属しない）。
UN-18 オートボット環境保護員レックガー／Wreck-Gar
G1のレックガーのリメイク。G1同様オートバイに変形する。アニメ同様、同型同士で搭乗出来るようにロボットモードの股間とビークルモードのシートに固定用のパーツがある。
UN-19 オートボット技術者ホイルジャック／Wheeljack
G1のホイルジャックのリメイクで、トラックスの仕様変更品。G1とは別にシボレー・コルベットに変形する。ここではCジョイントをレンチに見立てている。キャラクターの特徴を出すため仕様変更元のトラックスより身長が小さくなるよう脚パーツが調整されている。
UN-20 ディセプティコン特殊破壊兵ランブル&フレンジー／Rumble&Frenzy
G1のランブル、フレンジーのリメイク。G1とは異なりゲパルト自走対空砲風の小型戦車に変形する（ランブルが黒と赤、フレンジーが青）。また、旧玩具版では不可能だった「ハンマーアーム」も再現出来る。アメリカでは黒のカラーリングでランブルのみ発売された。
UN-21 ディセプティコンスウィープス参謀スカージ／Scourge
G1のスカージのリメイク。G1とは異なり次世代型全翼機に変形する。武器の翼内部への収納やCジョイントでの合体など装備に工夫がなされている。
UN-22 オートボット総司令官レーザーオプティマスプライム／Laser Optimus Prime
シリーズ初となるG2のバトルコンボイのリメイク。G2同様トレーラーヘッドに変形する。全体的に映画版を意識したデザインとなっており、トレーラー前部にはファイヤーパターンが描かれ、レーザーブレードも映画版のエナジーソードに似ている。UN-01、UN-06のオプティマスとは頭の形状も異なり、G2と映画版の中間のようなデザインとなっている。ビークルモードではG2バトルコンボイのコンテナを牽引できる。ユナイテッド版ではクリアーパーツがオレンジからブルーに変更された。
UN-23 ロディマスプライム／Rodimus Prime
Classicsおよび『変形!ヘンケイ!』のホットロディマスの仕様変更。コンテナは付属しないが車体横のカラーリングはロディマスコンボイを意識したものになっている。また、エンジン部分にアームズマイクロン用の接続ジョイントが追加されている。
UN-24 ワーパス／Warpath
G1のワーパスのリメイク。G1同様戦車に変形する。
UN-25 タンクメガトロン／Tank Megatron
G2のメガトロンのリメイク。G2同様戦車に変形する。Classicsの「オプティマスVSメガトロンセット」のメガトロンを仕様変更したもの。
UN-26 サンダーウィング／Thunderwing
シリーズ初のメガプリテンダーの同名キャラのリメイク。戦闘機に変形する。
UN-27 ウィンドチャージャー&ディセプティコンワイプアウト／Charger&Wipe-out
G1のチャージャーのリメイク。ジェネレーション版ウィンドチャージャーとその仕様変更品であるワイプアウトのセット。ワイプアウトはマーベルコミックにおいてトリプティコン（日本名ダイナザウラー）の部下（諜報兵）として登場したキャラクターの名前である。
UN-28 アクサロン／Axalon
『Energon（スーパーリンク）』のシャークティコンの仕様変更品。
『ビーストウォーズ』、『マイクロン伝説』に登場する同名の戦艦がモデルで、その戦艦にスパークが宿り、トランスフォーマーに進化したという設定となっている。元々ヒロイックな姿のシャークティコンであっただけに、違和感もなくオートボット側となっている。基本の配色はライトグレーとブルーグレーの2色で、巨大戦艦という設定らしく重厚な色合いとなっている。艦首にはオートボットのエンブレムがあり、スパーククリスタルもオートボットのものに変更されている。
UN-29 アークユニクロン／Ark Unicron
『Cybertron（ギャラクシーフォース）』のユニクロンの仕様変更品。戦車型戦艦に変形する。不完全な復活ということで、顔がブラジオンに似た白骨やゾンビを思わせるデザインになっている。
　玩具設定ではオートボットの戦艦「アーク」を乗っ取って復活したという設定。そのため海外版よりも暗く落ち着いた配色となっており、戦艦アークのイメージに近づけている。
UN-30 オプティマスプライマル／Optimus Primal
『ビーストウォーズ』のコンボイのリメイク。オリジナルとは異なる機械的なデザイン。サイバープラネットキー（日本版でいう『ギャラクシーフォース』のフォースチップ）ギミックがあり、ホバーボードが武器に変形する。また『ビーストウォーズメタルス』におけるメタルスコンボイのビーストモードのような姿にすることもできる。
元々は『ビーストウォーズ』10周年を記念し海外で発売された商品であり、日本での販売は『ビーストウォーズリボーン』では見送られたため今回が初となる。
UN-31 ビーストメガトロン／Beast Megatron
『ビーストウォーズ』のメガトロンのリメイク。オプティマスプライマルと同じくオリジナルとは異なる機械的なデザイン。日本版では恐竜の外皮部分が濃い紫になっている。こちらもオプティマスプライマル同様日本初発売となる。
コンバットマスター プライムモード
コアとなるコンバットマスターとプライムモード時に両腕と両脚になるドローン4機のセット。
ジェットマスター プライムモード
コアとなるジェットマスターとプライムモード時に両腕と両脚になるドローン4機のセット。
ローラーマスターVSチョッパーマスター
ローラーマスターとチョッパーマスターのセット。他のマスターのドローンと合体可能。
レースマスター プライムモード
コアとなるレースマスターとプライムモード時に両腕と両脚になるドローン4機のセット。
ロードマスター プライムモード
コアとなるロードマスターとプライムモード時に両腕と両脚になるドローン4機のセット。
グリムマスター プライムモード
コアとなるグリムマスターとプライムモード時に両腕と両脚になるドローン4機のセット。カラーリングはG1のダイノボットをモチーフとしている。
ドーザーマスターVSエアーマスター
ドーザーマスターとエアーマスターのセット。他のマスターのドローンと合体可能。
ビルドマスター プライムモード
コアとなるビルドマスターとプライムモード時に両腕と両脚になるドローン4機のセット。カラーリングはG1のビルドロンをモチーフとしている。
アサルトマスター プライムモード
コアとなるアサルトマスターとプライムモード時に両腕と両脚になるドローン4機のセット。
タンクマスターVSマリンマスター
タンクマスターとマリンマスターのセット。他のマスターのドローンと合体可能。

### e-HOBBY限定
e-HOBBY限定で販売されたセット商品。オートボットセット、ディセプティコンセットの2種類がリリースされた。
- オートボットセット

ホットロッド ブルークリアバージョン
G1のホッドロッドのリメイク。Classicsおよび『変形!ヘンケイ!』のホットロディマスの仕様変更。『トランスフォーマー ザ・ムービー|ザ・ムービー』においてロディマスプライムに転生する際のイメージが再現されたカラーリングとなっている。
オートボットカップ ダメージバージョン
先述したカップの仕様変更であるが、順番としてはこちらが先行リリースされた形となった。カラーリング自体も微妙に異なりUN-17版がアニメに忠実なカラーリングに対し、こちらはやや濃い水色になっている。名前の通り塗装が剥げているようなカラーリングをしている。
スクラップヒープ
先述したレックガーの仕様変更で、今回新たに設定されたキャラクター（名前自体はジャンキオンに元々存在した）。レックガーと同じくジャンキオン部隊の一員であるとされる。デザインは仲間のジャンキオン、ジャンクヤード。
- ディセプティコンセット

ガルバトロン パープルクリアバージョン
Classicsおよび『変形!ヘンケイ!』のガルバトロンの仕様変更だが、通常のカラーリングはユナイテッドではまだリリースされていない。
サイクロナス レッドクリアバージョン
Classicsおよび『変形!ヘンケイ!』のサイクロナスの仕様変更だが、ガルバトロンと同じく通常のカラーリングはユナイテッドではまだリリースされていない。
スカージ ブルークリアバージョン
先述したスカージの仕様変更であるが、カップ同様こちらが先行リリースされた。

### 東京おもちゃショー限定
東京おもちゃショー2011ではタカラトミーブース、およびe-HOBBY にて「ダークサイドオプティマスプライム&ダークサイドメガトロン」が販売された。
ダークサイドオプティマスプライム
オプティマスプライム サイバトロンモードの仕様変更品。『カーロボット』のブラックコンボイのようなカラーリングで、エンブレムもオートボットからディセプティコンに変更されている。
ダークサイドメガトロン
メガトロン サイバトロンモードの仕様変更品。色が黒ベースになり、アクセントに紫が使用されている。
東京おもちゃショー2012ではタカラトミーブース、およびe-HOBBY にて「ブラックオプティマスプライム」が販売された。
ブラックオプティマスプライム
Classicsおよび『変形!ヘンケイ!』のコンボイの仕様変更で、UN-06のオプティマスとはデザインが異なる。こちらもブラックコンボイのようなカラーリングが施されている。

### トランスフォーマー ジェネレーション誌上限定
ミリオン出版の書籍「トランスフォーマー ジェネレーション」シリーズの誌上限定品。いずれも「ザ☆ヘッドマスターズ」のキャラクターをモチーフにしている。
ターゲットマスター連射員ステッパー
「トランスフォーマー ジェネレーション2011 VOL.1」の誌上限定品で、オートボットジャズの仕様変更品。武器に変形するターゲットマスター・ネビュロンが付属する。
ターゲットマスタースナイパーアートファイヤー
「トランスフォーマー ジェネレーション2012」の誌上限定品で、『変形!ヘンケイ!』版のインフェルノと、ユナイテッド版のグラップルの両者の金型を組み合わせたハイブリッド版の仕様変更品。ターゲットマスターのナイトスティックとスパークスが付属。ドアには「消防庁」の文字がプリントされている。

## 2010 Expanded Story 『大宇宙の探求者』
e-HOBBY SHOPメールマガジン『e-HOBBY News』で展開された2010のオリジナルストーリー。全10話。後に購入特典としてまとめられている。
- 第1話 希望は塵（ごみ）山の中に
- 第2話 スクラップ惑星の贈り物
- 第3話 悠久の戦い
- 第4話 奪われた宝
- 第5話 永劫の瞬間
- 第6話 動きだす時
- 第7話 抗う者達
- 第8話 宝の真価
- 第9話 未来への旅路
- 最終話 大宇宙の探求者